# Tahara Yutaka
Tahara Yutaka (sinh ngày 27 tháng 4 năm 1982) là một cầu thủ bóng đá người Nhật Bản.

## Giải vô địch bóng đá U-20 thế giới
Tahara Yutaka được triệu tập vào đội tuyển U-20 Nhật Bản tham dự Giải vô địch bóng đá U-20 thế giới 2001.